# Jamildo Melo

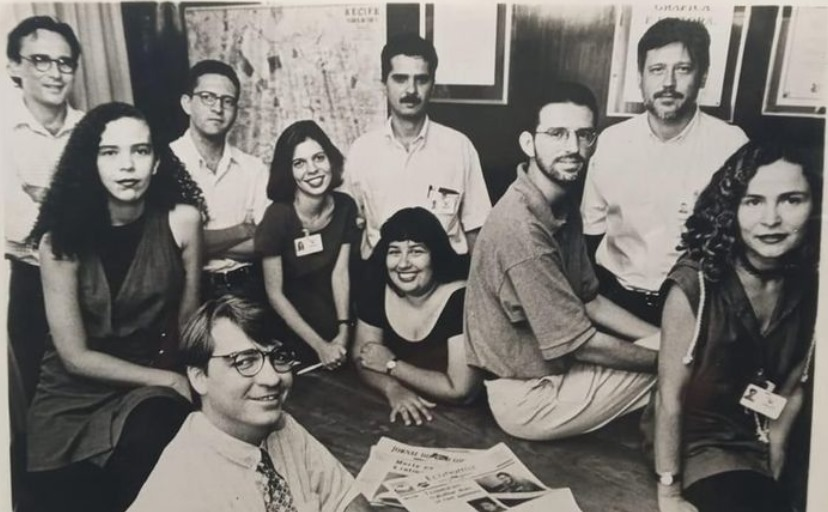
Jamildo Melo, Carlos Sinesio, Otávio Toscano, Bianca Negromonte, César Rocha, Antonio Tiné, Antonio Magalhães, Sandra Correia e Sibele Negromonte. Equipe de Economia do Jornal do Commercio em 1996.

Jamildo Pereira de Melo Júnior, conhecido como Jamildo Melo (Recife, 24 de julho de 1965), é um jornalista brasileiro que cobre as áreas de economia e política. 
Formado em 1992, Jamildo estudou Jornalismo na Universidade Católica de Pernambuco (Unicap). Começou sua carreira no Jornal do Commercio, local em que foi contratado como repórter de economia após dois anos como estagiário. Ao longo dos anos, ele ocupou diversos cargos no jornal, incluindo repórter, subeditor de economia e editor interino.

## Blog do Jamildo
Desde fevereiro de 2006, Jamildo Melo edita o Blog de Jamildo, que se tornou uma referência nacional no cenário político e econômico de Pernambuco.
Em 2022, Jamildo ampliou sua equipe no Jornal do Commercio com o desafio de utilizar estratégias de relevância para buscadores (SEO). Durante as eleições presidenciais e estaduais, o site chegou a 5,5 milhões de visualizações em setembro.

### Mudança de endereço
Até maio de 2024, o blog era hospedado no portal NE10. Desde julho de 2024, o jornalista tem um site próprio, chamado Jamildo.com.

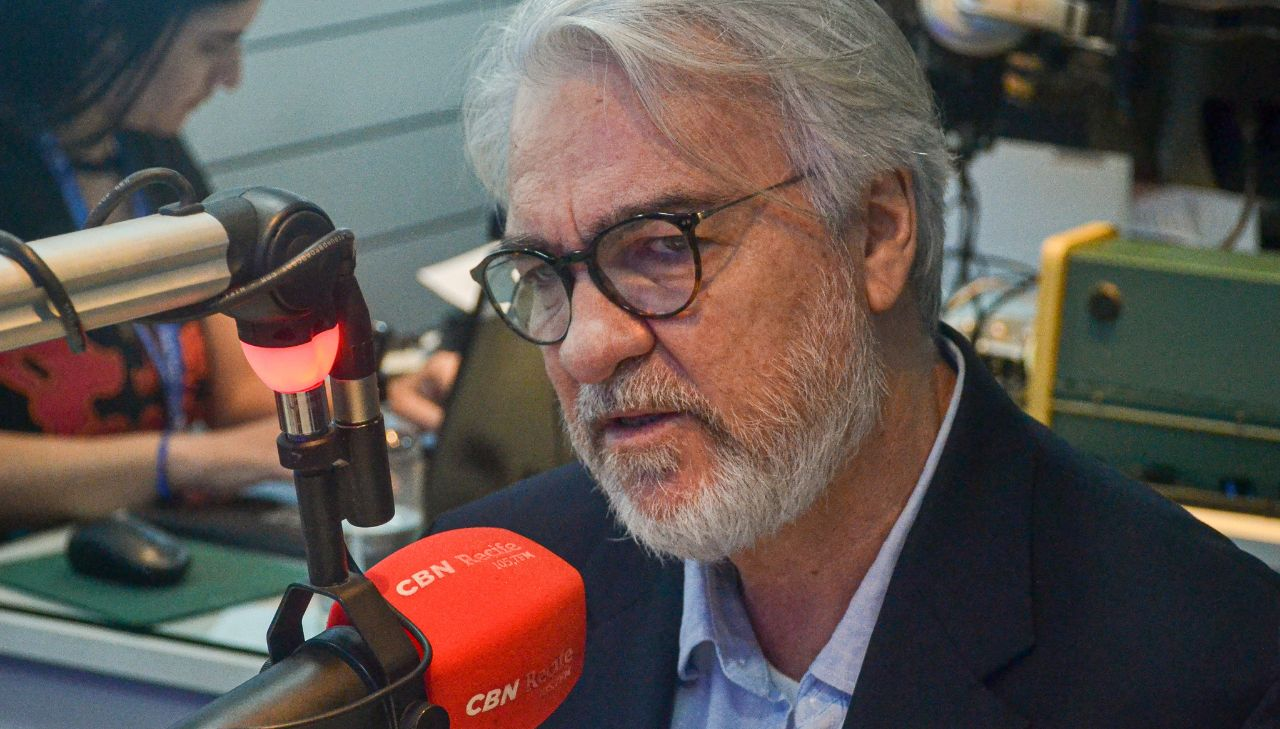
Jamildo Melo participa da CBN RECIFE

Em agosto de 2024, Jamildo virou colunista da CBN Recife, com o quadro "Fala Jamildo!", no programa CBN Total de segunda a sexta-feira a partir das 14h30.
No dia 09 de agosto, Jamildo Melo entrevistou junto com Aldo Vilela, o ex-presidente Jair Bolsonaro (PL).
O jornalista também participa eventualmente como correspondente do Nordeste do canal jornalístico MyNews.
Jamildo Melo também produz conteúdos voltados para política, principalmente de Pernambuco, para o Tiktok, com conteúdos e análises.

## Podcast
Em 2 de novembro de 2024, Jamildo lançou o podcast de seu site, o PodJá. Na estreia do videocast para o Youtube, Spotify e Deezer, o jornalista entrevistou o deputado federal Luciano Bivar (União Brasil).
O podcast PodJá está disponível no Canal Jamildo Melo Oficial no Youtube.

## Prêmios e reconhecimento
Jamildo Melo foi premiado várias vezes ao longo de sua carreira, incluindo:
- Prêmio Embratel;
- Prêmio Cristina Tavares de Jornalismo;
- Prêmio Esso Regional Nordeste;
- Prêmio Vladimir Herzog de Anistia e Direitos Humanos.

Ele também ganhou o Prêmio Fiat Allis de Jornalismo Econômico, em parceria com a jornalista Ângela Fernando Belfort.

## Livros publicados
Jamildo Melo é autor de quatro livros:
- A História do Artesanato de Pernambuco (2004);
- Brasil a Ver Navios (em parceria com Ângela Fernando Belfort);
- Na Trilha do Golpe – 1964 Revisitado;
- A Paixão de Plínio.

## Redes sociais
Jamildo Melo estreou seu perfil no TikTok em 2024, após início do site independente. Também mantém perfis no Instagram, Threads, Bsky, Facebook e X.. Nesses perfis, o jornalista compartilha informações e análises políticas e econômicas regionais e nacionais. 